# Brachymyrmex cordemoyi
Brachymyrmex cordemoyi är en myrart som beskrevs av Auguste-Henri Forel 1895. Brachymyrmex cordemoyi ingår i släktet Brachymyrmex och familjen myror.

## Underarter
Arten delas in i följande underarter:
- B. c. cordemoyi
- B. c. distinctus

## Bildgalleri

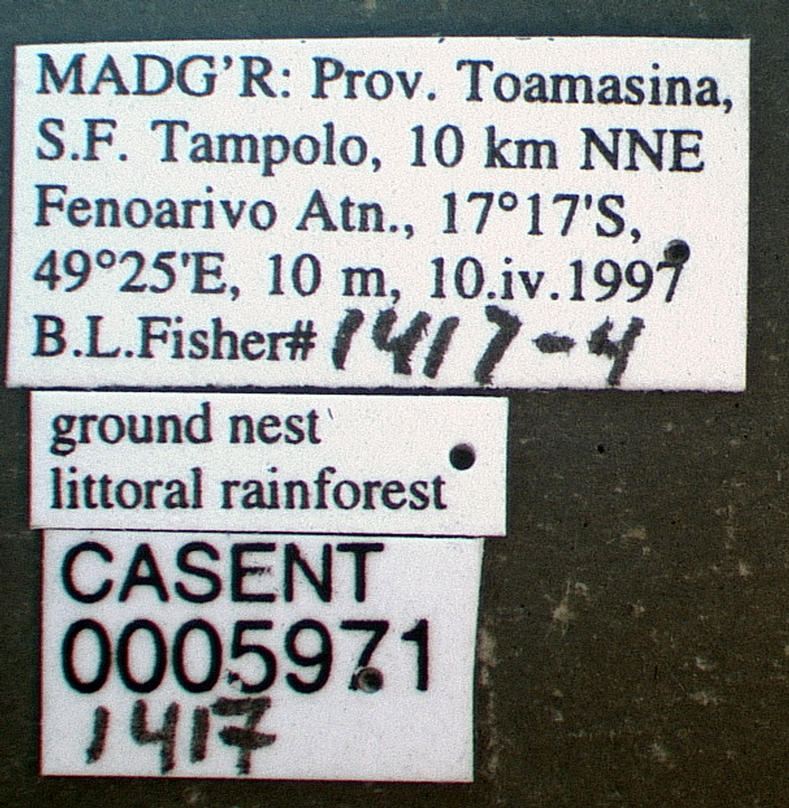
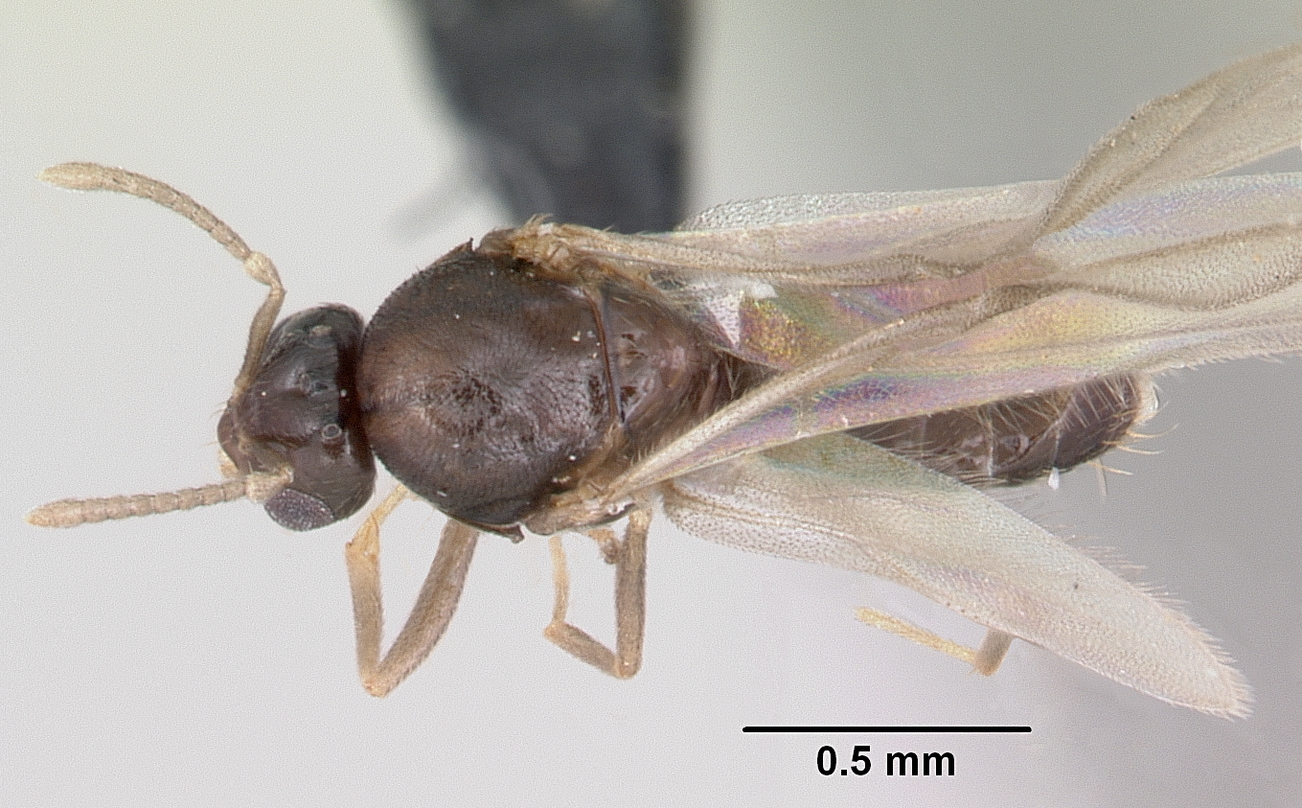
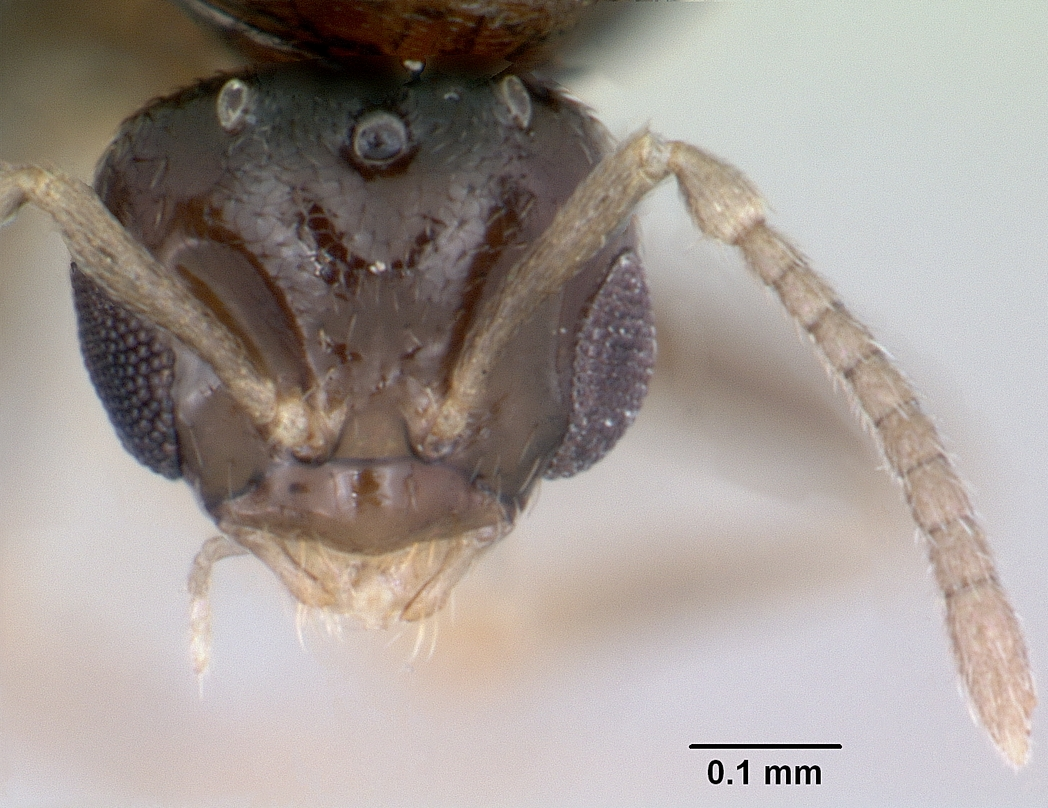
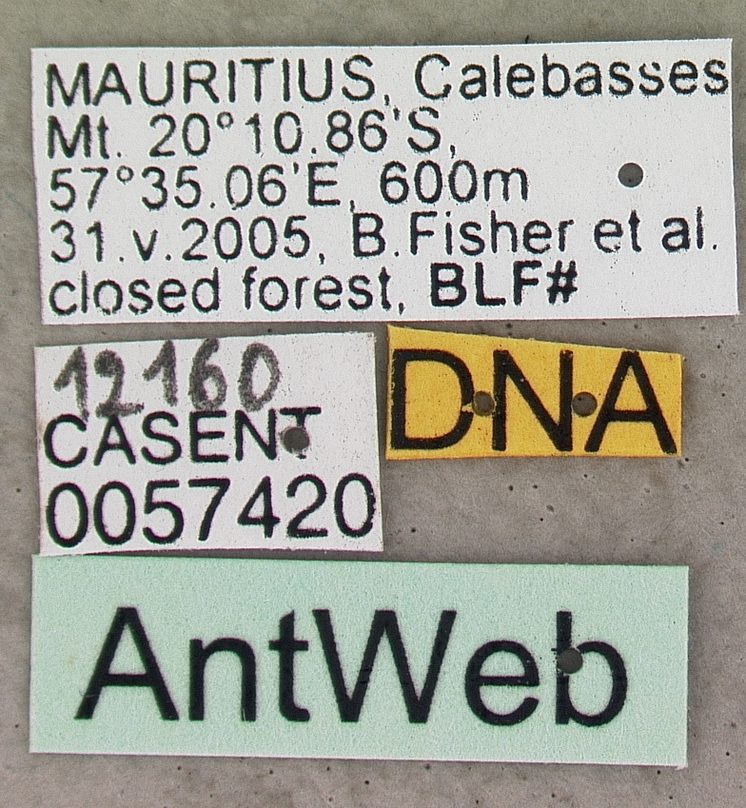
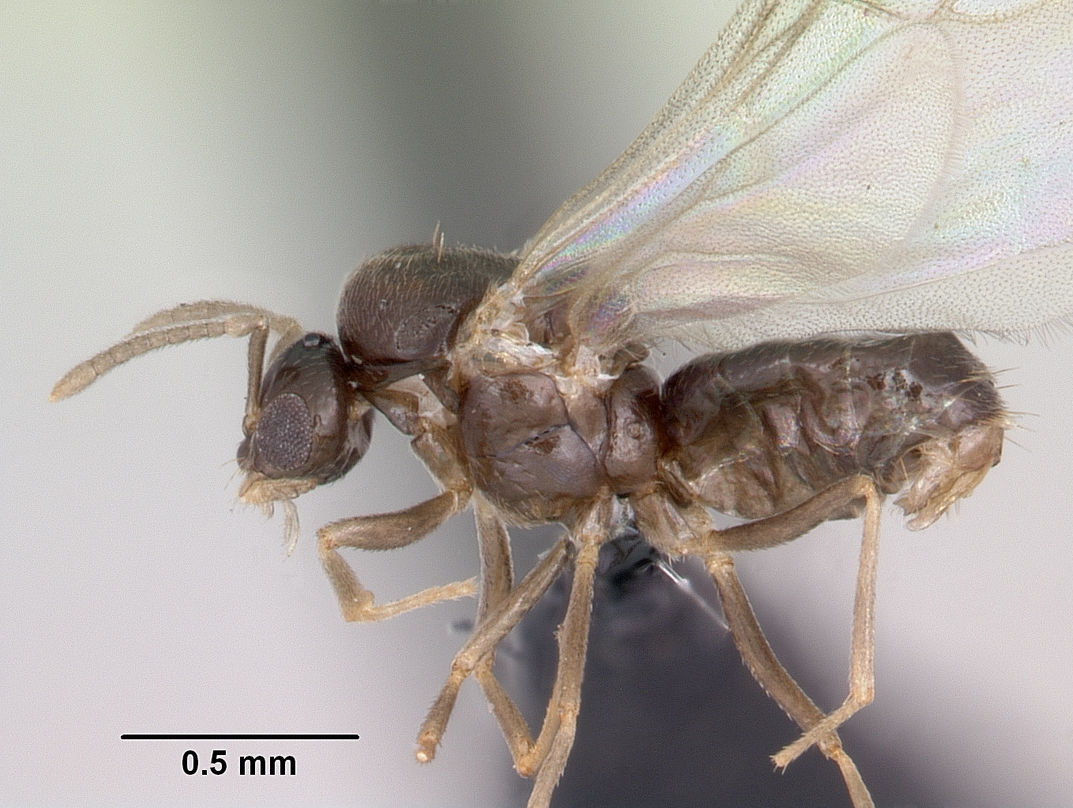
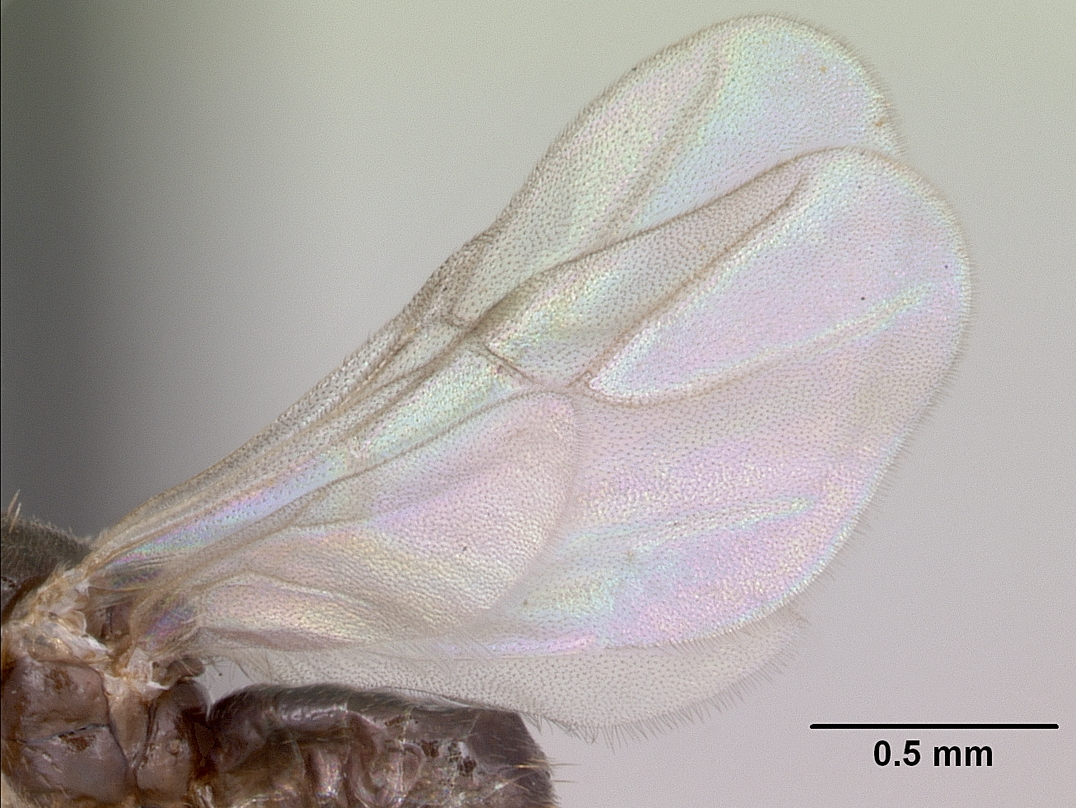